# Ronald Gordon
Archibald Ronald McDonald Gordon (* 19. März 1927; † 8. August 2015) war ein britischer anglikanischer Theologe. Er war von 1975 bis 1984 Bischof von Portsmouth in der Church of England.

## Leben
Gordon wurde als Sohn des Diplomaten Sir Archibald Gordon, CMG und dessen Ehefrau Dorothy, Tochter des Parlamentsabgeordneten Charles Silvester Horne, geboren. Sein Urgroßvater Herbert Cozens-Hardy, 1. Baron Cozens-Hardy war von 1907 bis 1918 Master of the Rolls. Gordon besuchte die Rugby School und studierte am Balliol College der Universität Oxford; dort war er Inhaber eines Musikstipendiums als Organist (Organ Scholar). 1950 erwarb er den Bachelor (BA), 1952 den Master-Abschluss (MA). Zur Vorbereitung auf das Priesteramt studierte er Theologie am Ripon College in Cuddesdon.
1952 wurde er zum Diakon geweiht; 1953 folgte die Priesterweihe. Seine Priesterlaufbahn begann er als Vikar (Curate) im East End in London. 1955 kehrte Gordon als Universitätskaplan (Chaplain) an das Ripon College zurück. Nach vier Jahren am Ripon College übernahm er als Gemeindepfarrer eine Pfarrei in Birmingham. Im Oktober 1967 wurde er als Residenzkanoniker (Canon Residentiary) Mitglied des Domkapitels der St Philip’s Cathedral in Birmingham. Nach insgesamt zwölf Jahren als Seelsorger in Birmingham war Gordon von 1971 bis 1975 Pfarrer (Vicar) an der Kirche Saint Mary the Virgin (University Church of St Mary the Virgin) mit Zuständigkeit für die Gemeindekirchen Saint Cross und Saint Peter-in-the-East in Oxford.
Im August 1975 wurde er, als Nachfolger von John Phillips, zum Bischof von Portsmouth ernannt. Dieses Amt übte er bis 1984 aus. Sein Nachfolger in der Diözese Portsmouth wurde Timothy Bavin. Anschließend wurde er Ehrenamtlicher Hilfsbischof (Honorary Assistant Bishop) in der Diözese von Southwark. Von 1984 bis 1991 war er als Bischof in Lambeth Leiter des Mitarbeiterstabs des Erzbischofs von Canterbury, Robert Runcie; sein Nachfolger in dieser Funktion wurde John Yates. Gleichzeitig war Gordon von 1985 bis 1990 in seiner Funktion als „Bishop to the Forces“ (The Archbishop of Canterbury's Episcopal Representative to the Armed Forces) Vertreter des Erzbischofs von Canterbury bei den British Armed Forces. Er war in dieser Aufgabe verantwortlich für die seelsorgerische Arbeit der Church of England in den britischen Streitkräften.
1991 ging er offiziell in den Ruhestand und kehrte nach Oxford zurück. Von 1991 bis 1996 war er Sub-Dekan (Sub-Dean) an der Christ Church in Oxford. Auch im Ruhestand war Gordon weiterhin als Priester aktiv, er war u. a. als Universitätspfarrer in Oxford tätig.
Gordon war Mitglied in mehreren Gremien der Church of England, u. a. im Advisory Board for Redundant Churches und im Board der Oxford Mission. Von 1976 bis 1983 war er Vorsitzender (Chairman) des Advisory Council for the Church's Ministry. Er war außerdem Mitglied des Court of Ecclesiastical Causes Reserved, einem Appellationsgericht der Church of England; seine Ernennung zum Kirchenrichter erfolgte im Februar 1992.

## Mitgliedschaft im House of Lords
Gordon gehörte in seiner Eigenschaft als Bischof von Portsmouth von 1981 bis zu seinem Ruhestand 1984 als Geistlicher Lord dem House of Lords offiziell an.